# Hugo Crola
Hugo Crola (* 30. November 1841 in Ilsenburg; † 13. Juni 1910 in Blankenburg (Harz)) war ein deutscher Porträt-, Genre- und Historienmaler der Düsseldorfer Malerschule und Professor an der Kunstakademie Düsseldorf.

## Leben
Geboren als erstes von fünf Kindern des Malerehepaares Elise (1809–1878) und Georg Heinrich Crola (eigentlich Croll, 1804–1879), wuchs er im 1847 käuflich erworbenen „Crola-Haus“ in der Mühlenstraße 16 gegenüber dem Schloss Ilsenburg auf. Seine Eltern, der Vater evangelisch, fanden trotz der großen Kinderschar Zeit für viele gemeinsame Reisen in die Schweiz, nach Italien und Norwegen und auch in Deutschland waren München, Berlin und Dresden oft besuchte Ziele. Auf einer Reise in die Schweiz malte Crola seinen Vater in Engelberg.
Er widmete sich zunächst der Architektur und wirkte unter Friedrich Hitzig am Bau der Berliner Börse mit. Hugo Crola wechselte zur Malerei und ging 1861/62 auf die Kunstakademie in Berlin, dann 1862 auf die Kunstakademie in Düsseldorf, wo er anfänglich Schüler Eduard Bendemanns, dann Wilhelm Sohns war. 1877 wurde er Lehrer für den Unterricht in der von Peter Janssen 1876 eingeführten Parallelklasse zum Zeichnen nach dem lebenden Modell und im Antikensaal und von 1878 bis 1898 Professor für Landschaftsmalerei. 1880 wurde Hermann Wislicenus als Direktor der Kunstakademie durch ein alternierendes Direktorium mit Hugo Crola, Karl Woermann und Johann Peter Theodor Janssen abgelöst.

## Werk

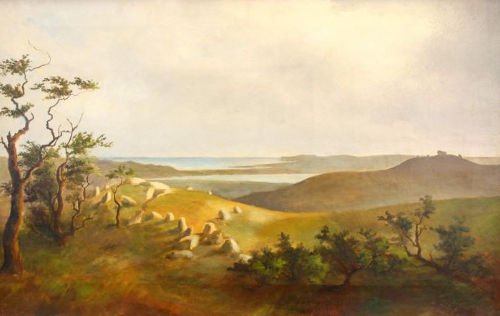
Hugo Crola: Küstenlandschaft mit Hünengräbern, Ölgemälde (1910)

Crola war Ende des 19. Jahrhunderts einer der wichtigsten Vertreter der Düsseldorfer Malerschule. Seine erste größere Arbeit war ein Altarbild für die Kirche zu Wahnen im Gouvernement Kurland. Nachdem er mit einem Selbstbildnis auf der Wiener Weltausstellung 1873 eine Medaille errungen hatte, wandte er sich fast ausschließlich der Porträtmalerei zu mit Bildnissen zahlreicher aristokratischer Persönlichkeiten und wurde vor allem durch seine Künstlerbildnisse bekannt, u. a. mit den Porträts der Maler Peter Janssen und Eduard Bendemann (1884, in der Berliner Nationalgalerie) und Eduard von Gebhardt (1886, in der Galerie zu Düsseldorf) und des Kupferstechers Carl Ernst Forberg. Sein Stil war ursprünglich in Anlehnung der niederländischen Meister des 17. Jahrhunderts, später arbeitete er impressionistischer.

## Werke (Auswahl)
- 1865: Bildnis des Vaters Georg Heinrich Crolas, Harzmuseum Wernigerode
- 1885: Bildnis des Malers Eduard Bendemann, Stadtmuseum Düsseldorf
- 1886: Bildnis der Frau von Schmidt
- 1898: Die Geburtstagsfeier[2]
- 1904: Porträt des Fürsten Otto zu Stolberg-Wernigerode, Museum Smolensk (Lost Art)
- Küstenlandschaft mit Hünengräbern, Harzmuseum Wernigerode[3]

## Schüler (Auswahl)
- Hermann Angermeyer (1876–1955)
- Arthur Bambridge (1861–1923)
- Albert Baur (1867–1959), Sohn des Malers Albert Baur
- Georg Burmester (1864–1936)
- Wilhelm Degode (1862–1931)
- Gottfried Eckhardt (1865–1933)
- Alma Erdmann (1872–1930)
- Oskar Freiwirth-Lützow (1862–1925)
- Wilhelm Fritzel (1870–1943)
- Otto Heichert (1868–1946)
- Lewis Edward Herzog (1868–1943)
- Meinrad Iten (1867–1932)
- Fritz von Kamptz (1866–1938)
- Julian Klein von Diepold (1868–1947)
- Julius Kraut (1879–1882)
- Karl Krummacher (1867–1955)
- Ants Laikmaa (1866–1942)
- August Lüdecke-Cleve (1868–1957)
- Gari Melchers (1860–1932)
- Heinrich Nüttgens (1866–1951)
- Peter Philippi (1866–1945)
- Paul Raud (1865–1930)
- Julius Rolshoven (1858–1930)
- Wilhelm Schneider-Didam (1869–1923)
- Friedrich Schwinge (1852–1913)
- Alfred Sohn-Rethel (1875–1958)
- Karl Sondermann (1862–1926)
- Carl Strathmann (1866–1939)
- Emile Vauthier (1864–1946)
- Carl Vinnen (1863–1922)
- Hans von Volkmann (1860–1927)
- Robert Weise (1870–1923)
- Arthur Wansleben (1861–1917)